# Comic Sans
Comic Sans是一個似手寫的無襯線字體，由文森特·康奈爾（Vincent Connare）設計，並在1994年由微軟公司發布。其被分類為一種隨性且不連續的字體，設計基礎來自於漫画书裡的字體，可使用在非正式的文件裡。從Windows 95之後，此字體就一直附帶在微軟的視窗系統裡，已變成微軟系統內最常用的字型之一。
Comic Sans經常用在紙本漫畫以及線上漫畫（WebComic）以取代手寫，但有許多漫畫家仍喜用傳統的電腦字體。

## 歷史

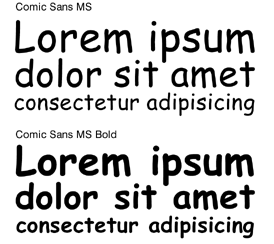
Comic Sans MS有兩種字重可選用

微軟設計師文生·康奈爾從1994年10月開始進行Comic Sans的設計工作，在這之前他已創造許多孩童取向的字體，當他看到Microsoft Bob Beta版使用Times New Roman為對話框的字體時，便決定要根據他辦公室裡的漫画书，設計一個新的字體。
之後，Comic Sans成為Windows 95 OEM版本的標準字體，最後成為Microsoft Publisher和Internet Explorer的預設字體。

## 批評
Comic Sans後來受到一些平面設計師的反對，他們想要縮減甚至去除此字體的使用，指出其設計不佳，附帶在微軟字型裡造成了不正確的使用情況，譬如在文件內文以及簽名處使用此字體。另有一些字型設計師表明Comic Sans的直橫的筆畫都一致，字母間的字距都一樣，不像是真實的手寫字體。

## 反Comic Sans風潮
《波士頓鳳凰報》（The Boston Phoenix）報導，此反對風潮從兩個印第安那波利斯的平面設計師戴夫·康斯（Dave Combs）和賀利·康斯（Holly Combs）開始，他們發現大量錯用此字體後，架設了名为“Ban Comic Sans”（抵制Comic Sans）的网站。此風潮帶動了更多批評的聲音，但也有支持者，如Comic Sans Appreciation Society。
Snog部落格訪談文生·康奈爾本人之後，戴夫承認他未經康奈爾允許就使用了其網站的圖片，康奈爾沒允許的原因是Dave的電子郵件內容並沒有與他的使用目的相符。之後，戴夫受到Shepard Fairey的「Obey Giant」街頭塗鴉藝術的啟發。

## 著名的应用
此字體被使用在：
- Beanie Babies布偶娃娃的標籤
- 好時（Hershey's）巧克力棒的包裝說明
- 《模擬人生》（The Sims）遊戲軟體的包裝
- 遊戲《索尼克大冒险2》（Sonic Adventure 2）和《索尼克大冒险2戰鬥版》（Sonic Adventure 2 Battle）的字幕和多數的內文
- Xbox 360的遊戲《Viva Piñata》
- 目前葡萄牙國家籃球隊的制服
- 2004年加拿大日的紀念版25分加拿大元硬幣[2]
- 《萬惡城市》（Sin City）電影對話文字
- Doge伴隨的多色文字
- 遊戲《Undertale》中角色Sans的對話框所使用的字體
- 人民教育出版社于2010年出版的小学英语课本内使用这种字体作为手写体
- Baldi's Basics in Education and Learning中笔记本裡的面板文字及记录笔记本数量的文字所使用的字體
- 勒布朗·詹姆斯第一次退出骑士时骑士老板丹·吉伯特向球迷表达失望的公开信[3]

## 另見
- 網頁核心字型

## 外部連結

### 英文
- Comic Sans MS字型資訊（页面存档备份，存于）
- Typowiki: Comic Sans
- Comic Sans Café（页面存档备份，存于）
- 下載Windows用的Comic Sans MS（页面存档备份，存于）
- 反Comic Sans宣導（页面存档备份，存于）
- 對Comic Sans的批評（页面存档备份，存于）
- NOT FUNNY Fighting the good fight against a very bad font
- Snog Blog：與文生·康奈爾的訪談
- Comic Sans | Font for the masses or weed of the graphic world?
- Comic Sans Appreciation Society
- Comical Euri Shop
- Comic Sans Flickr group（页面存档备份，存于）